# Michael Paul Chan
Michael Paul Chan est un acteur américain né le 26 juin 1950 à San Francisco.
Épouse : Christina Ann (m. 1975)

## Filmographie

### Acteur

#### Cinéma
- 1979 : Up Yours : Yellow / Grocery Boy (en tant que Mike Chan)
- 1980 : Cardiac Arrest (en) : Wylie Wong (en tant que Mike Chan)
- 1981 : Le Solitaire : Waiter at Chinese Restaurant
- 1984 : Runaway : L'Évadé du futur : Wilson
- 1985 : Les Goonies : Le père de Data
- 1986 : Quicksilver : Asian Gang Member #2
- 1991 : Thousand Pieces of Gold : Hong King
- 1992 : Rapid Fire : Carl Chang
- 1993 : Au dessus de la loi : Jimmy Shoeshine
- 1993 : Chute libre : Mr. Lee
- 1993 : Entre ciel et terre : Interrogator
- 1993 : Le Club de la chance : Harold
- 1994 : Maverick : Riverboat Poker Player
- 1995 : Batman Forever : Executive
- 1995 : Starforce : Manny Hopkins
- 1995 : The Immortals : Mifune
- 1996 : Paper Dragons : Lee Hongpo
- 1997 : Batman & Robin : Observatory Scientist
- 1997 : Double Tap : Fung Suk
- 1997 : The Protector : Dr. Anthony Mane
- 1998 : U.S. Marshals : Chen
- 1999 : Black and White : Witness (en tant que Michael P. Chan)
- 1999 : Molly : Domingo
- 1999 : Révélations : Norman the Cameraman
- 1999 : The Big Tease : Clarence
- 2000 : Once in the Life : Buddha
- 2001 : La Prison de verre : Mr. Kim
- 2001 : La prophétie des ténèbres II : Chinese Premier
- 2001 : Spy Game : Jeu d'espions : Vincent Vy Ngo
- 2001 : The Ghost : inspecteur Wu
- 2003 : Masked and Anonymous : Guard
- 2006 : Americanese : Jimmy Chan

#### Courts-métrages
- 1997 : First Daughter
- 2012 : The Happiest Person in America

#### Télévision
Séries télévisées
Téléfilms
- 1984 : The Seduction of Gina
- 1986 : Kung Fu: The Movie : Ching
- 1988 : Stranger on My Land : Eliot
- 1991 : Fatal Friendship : Mr. Kee
- 1994 : Dangerous Heart : cap. Lin
- 1994 : Honor Thy Father and Mother: The True Story of the Menendez Murders : Lester Kuriyama
- 1994 : Mortel Rendez-vous : Mr. Kwan
- 1996 : Détournement du bus CX-17 : Harry Kee
- 1996 : Suddenly
- 2005 : Mrs. Harris : Dr Louis Roh

### Producteur

#### Courts-métrages
- 2012 : The Happiest Person in America